# 월내역
월내역(Wollae station, 月內驛)은 부산광역시 기장군 장안읍 월내리에 있는 동해선의 역이다. 역 인근에 고리원자력발전소가 있다.
미역과 다시마 등 해산물을 타 지역으로 수송하는 업무를 하였지만, 현재 화물 영업은 중지되었다. 부산 도시통근열차가 운행했을 때는 이 역이 종착역이었다. 2019년 7월 15일 부터 여객열차가 정차하지 않으나, 2021년 12월 28일에는 동해선 광역전철 일광 ~ 태화강 구간이 개통되어 전철역으로 전환되었다.

## 연혁
- 1935년 12월 16일 : 역원 배치간이역으로 개역
- 1946년 6월 1일 : 보통역으로 승격
- 1976년 7월 10일 : 화물 취급 중지[3]
- 1980년 3월 1일 : 역사 신축 착공
- 1980년 6월 22일 : 역사 신축 준공
- 2006년 5월 1일 : 소화물 취급 중지
- 2008년 1월 17일 : 역원 배치간이역으로 격하[4]
- 일자 미상: 역원 무배치간이역으로 격하
- 2013년 11월 7일 : 부산진 기점 42.0km로 변경[5]
- 2016년 4월 29일 : 부산진 기점 41.3km로 변경[6]
- 2017년 9월 30일 : 동해선 복선 전철화 공사로 역사 철거 및 임시 역사로 업무 이전 개시
- 2019년 7월 15일 : 신 역사 진입로 건설로 여객 취급 중지[7]
- 2021년 8월 26일 : 철도거리표 개정으로 부산진 기점 41.2km 로 변경[8]
- 2021년 12월 28일 : 동해선 광역전철 개통으로 여객 취급 재개

## 승강장
일반적인 쌍섬식 승강장이 지어져 있으며 스크린도어가 설치되어 있다.
| ↑ 좌천          |
| １２ \| ３４ \| |
| 서생 ↓          |

| 1,2 | ● 동해선 광역전철 | 기장 · 신해운대 · 교대 · 부전 방면 |
| 3,4 | ● 동해선 광역전철 | 남창 · 덕하 · 태화강 방면          |

## 역 주변
| 나가는 곳 | 방면                                    |
| --------- | --------------------------------------- |
| 1         | 월내시장 월내항 월내초등학교 월내우체국 |
| 2         | 월내리 장안산업단지 구기공원            |

## 승차량 변동
| 역 노선 | 역 노선 | 일평균 인원수 (명/일) | 일평균 인원수 (명/일) | 일평균 인원수 (명/일) | 주 석 |
| 역 노선 | 역 노선 | 2021년                | 2022년                | 2023년                | 주 석 |
| ------- | ------- | --------------------- | --------------------- | --------------------- | ----- |
| 동해선  | 승차    | 522                   | 508                   | 561                   | [ 9 ] |
| 동해선  | 하차    | 526                   | 519                   | 568                   | [ 9 ] |

## 인접한 역
| 동해선              | 동해선            | 동해선                |
| ------------------- | ----------------- | --------------------- |
| K125 좌천 부전 방면 | ● 동해선 광역전철 | K127 서생 태화강 방면 |